# 생명
생명(生命) 또는 삶은 신호 전달 및 자립 과정과 같은 생물학적 과정을 갖는 물질과 그렇지 않은 물질을 구별하는 특성이다. 이는 항상성, 구조, 물질대사, 성장, 적응, 자극에 대한 반응 및 생식 능력으로 기술적으로 정의된다. 모든 생명은 시간이 지나면 결국 죽음의 상태에 도달하며, 불멸의 존재는 없다. 자기 조직화 시스템과 같은 생명체 시스템에 대한 많은 철학적 정의가 제안되었다. 특히 바이러스는 숙주 세포에서만 복제되기 때문에 정의가 어렵다. 생명은 공기, 물, 토양 등 지구 곳곳에 존재하며, 많은 생태계가 생물권을 형성하고 있다. 이들 중 일부는 극한성 생물들만이 거주하는 혹독한 환경이다.
생명은 4개의 영원한 원소로 구성되어 있다고 주장하는 엠페도클레스의 유물론, 생명체는 영혼을 가지고 있으며 형태와 물질을 모두 구현한다고 주장하는 아리스토텔레스의 물질론 등 고대부터 연구되어 왔다. 생명은 적어도 35억년 전에 시작되어 보편적인 공통조상이 탄생했다. 이것이 수많은 멸종종을 거쳐 현재 존재하는 모든 종으로 진화했고, 그 중 일부는 화석으로 흔적을 남겼다. 생물을 분류하려는 시도 역시 아리스토텔레스로부터 시작되었다. 현대 분류는 1740년대 칼 린네(Carl Linnaeus)의 이항 명명법 체계로 시작되었다.
생명체는 주로 몇 가지 핵심 화학 원소로 구성된 생화학 분자로 구성된다. 모든 생명체에는 단백질과 핵산이라는 두 가지 유형의 거대 분자가 포함되어 있으며, 후자는 일반적으로 DNA와 RNA를 모두 포함한다. 이들은 각 유형의 단백질을 만드는 지침을 포함하여 각 종에 필요한 정보를 전달한다. 단백질은 생명의 많은 화학적 과정을 수행하는 기계 역할을 한다. 세포는 생명의 구조적, 기능적 단위이다. 원핵생물(박테리아 및 고세균)을 포함한 더 작은 유기체는 작은 단일 세포로 구성된다. 더 큰 유기체, 주로 진핵생물은 단일 세포로 구성될 수도 있고 더 복잡한 구조를 가진 다세포일 수도 있다. 생명체는 지구에만 존재하는 것으로 알려져 있지만 외계생명이 존재할 가능성도 있다고 생각된다. 인공생명은 과학자와 엔지니어에 의해 시뮬레이션되고 탐구되고 있다.

## 생명의 정의
생명이란 자체 신호를 가지고 스스로를 유지할 수 있는 물체를, 그러한 기능이 종료되었거나 (죽음) 또는 그러한 기능이 없어 비활성체로 분류되었거나를 막론하고 그렇지 않은 것과를 구별짓는 특성이다.
생물학적으로 볼 때, 생명체는 다음과 같은 특성을 지니지만 엄밀하지는 않다.

### 물질대사에 바탕을 둔 정의
1. 생장한다.
2. 물질대사를 한다.
3. 자신과 닮은 개체를 생산해 내는 생식기능이 있다.
4. 외부 자극에 반응한다.

위의 기준을 엄밀하게 적용한다면 다음과 같은 문제가 생긴다.
- 불이 살아있다고 할 수 있다.
- 노새는 생식 능력이 없으므로 살아있다고 할 수 없다.(그러나 노새의 세포 하나하나는 분열할 수 있다)
- 바이러스는 성장하지 않고 숙주세포 바깥에서는 생식을 할 수 없으므로 살아있다고 할 수 없다.

지구상의 생명체를 연구하는 생물학자들은 살아있는 생명체가 다음과 같은 현상을 보인다고 한다.
1. 살아있는 생명체는 탄수화물, 지질, 핵산, 단백질과 같은 성분을 지니고 있음.
2. 살아있는 생명체는 살아가기 위해 에너지와 물질을 모두 필요로 한다.
3. 살아있는 생명체는 하나나 그 이상의 세포로 이루어져 있다.
4. 살아있는 생명체는 항상성을 유지한다.
5. 살아있는 생명체의 종은 진화한다.

지구상의 생명체는 모두 탄소로 이루어진 유기체로 이루어져 있다. 어떤 사람들은 이런 점이 모든 우주의 모든 생명체에도 해당한다고 보지만, 다른 이들은 이 현상을 '탄소 쇼비니즘'이라고 부른다.

### 생화학적(분자생물학적) 정의
1. 생물(生物): 생명이 있는 것
2. 생물을 구성하는 생화학적 분자들
  1. 단백질
  2. 지방(지질, 지방산)
  3. 탄수화물
  4. 핵산(DNA, RNA)
3. 효소반응: 단백질로 만들어진 생체 촉매

#### 핵산

##### DNA
- Deoxyribonucleic acid(디옥시리보핵산)
- 생명의 청사진
- 후손에게 전해지는 유전물질(예외: retrovirus)

##### RNA
- 대개 mRNA(messenger RNA)를 가리킴
- Ribonucleic acid(리보핵산)
- 단백질 합성의 청사진
- 3종류의 RNA:
  - 전령 RNA(Messenger RNA, mRNA): 단백질의 설계도
  - 리보솜 RNA(Ribosomal RNA, rRNA): 단백질 합성장소
  - 운반 RNA(Transter RNA, tRNA): 아미노산의 운반체

#### 현대생물학의 기본 패러다임: 분자생물학
단백질의 효소와 생합성을 지배하는 디옥시리보핵산 또는 디엔에이(DNA)의 구조와 특성을 바탕으로, 중요한 생명현상을 설명하려는 생물학의 한 분야이다.
분자생물학의 발달은 1940년대에 DNA가 유전자의 본체임이 밝혀지고, 동시에 DNA의 유전정보가 RNA를 통하여 세포질 속에서 단백질 합성을 지배한다는 사실이 차츰 알려지게 되었다. 더욱이 1953년 J.D.웟슨과 F.H.C.크릭에 의하여 DNA의 이중나선구조의 모형이 제출됨에 이르러 새로운 단계를 맞이하였다.
그 후, 분자생물학의 주류는 DNA의 복제 및 단백질의 생합성을 중심으로 하여 유전의 본질 및 유전의 메커니즘을 설명하고, 나아가서 생물체의 조절작용이나 진화의 현상을 설명하는 것으로 되었다. 따라서, 분자생물학의 중심이 되는 것은 분자유전학으로 볼 수 있다. 그러나 근육의 기본이 되는 수축단백질인 액토미오신이라는 단백질의 분자구조를 바탕으로 근육의 수축운동을 설명한다든지, 뇌에 있어서의 기억의 기작을 단백질이나 RNA의 미세한 구조의 변화로 설명하려는 일 등도 분자생물학에 포함시키고 있다.

### 유전학적 정의

#### 다윈의 <종의 기원>
영국의 생물학자 찰스 다윈(1809년~1882년)의 생물의 진화론에 관한 저서로서, 1859년 11월 런던의 존 머리사(John Murray社)에서 간행하였다. 다윈은 1858년 7월 1일 린네 학회에서 A.R.월리스와 함께 진화론의 논문을 발표하고 나서, 요약 형식으로 이 책을 간행하였다. 전문 14장으로 구성되고, 변이(變異)의 법칙·생존경쟁·본능·잡종(雜種)·화석(化石)·지리적 분포·분류학 및 발생학 등의 여러 면에서 자연선택을 전개하고 있다. 1872년에 간행된 제6판이 최종판인데, 이때 과학적으로 제기된 여러 이론(異論)에 답한 새로운 한 장(章)이 제7장으로 추가되었다.
W.페리의 자연신학(自然神學)의 토대였던 적응의 현상에 자연적 설명을 부여하려는 것이 이 책을 간행하게 된 목표 중의 하나였다. 간행 직후부터 종교계의 심한 공격을 받았으나, 약 10년만에 생물학계에서 확고한 지위를 획득하였다.

#### 멘델의 유전법칙
그레고어 멘델(G.J. Mendel)이 완두콩을 이용한 교배 실험을 통해서 밝혀낸 유전법칙. 1865년에 처음 발표되어 유전학을 만들어 내는 계기가 되었다
멘델 이전에는 유전 현상을 설명하기 위해서, 정자와 난자 속에 있는 액체가 섞여서 부모의 특징이 이어진다는 혼합 이론을 사용하였다. 이 이론에 대항하여 멘델은 부모의 특성, 즉 형질을 결정하는 것은 단위로 환원할 수 있는 물질이라는 것을 밝혀 냈다. 멘델 스스로는 여기에 따로 이름을 붙이지 않았지만 이것이 바로 유전자이다. 즉 멘델은 그의 법칙을 통해 유전자 개념을 처음 과학적으로 확립한 셈이다. 그러나 당초 1865년에 멘델이 처음 이 법칙을 발표했을 때에는 크게 주목 받지 못했다. 하지만 그 성과가 완전히 묻힌 것은 아니고, 다른 학자들의 논문에서도 멘델에 대한 언급을 볼 수 있었으며 1881년에 나온 브리태니커 백과사전에도 멘델의 연구가 소개되어 있었다. 그러다 1900년에 코렌스(C. Correns), 체르마크(E.V. Tschermak), 드 브리스(H. de Vries)가 유사한 연구를 하다가 동일한 시기에 멘델의 연구를 다시 발견하여 세상에 알려지게 되었다. 이 중에서 코렌스가 멘델의 연구 성과에 "멘델의 법칙"이라는 이름을 붙였다.

##### 멘델의 연구
멘델은 자신의 연구를 위해서 완두콩을 그 재료로 사용했다. 우선 완두콩을 잘 키워서 키가 큰 완두콩과 키가 작은 완두콩을 서로 분리해 낸다. 이렇게 키가 큰 것과 작은 것이 각각 완두콩의 형질이 된다. 키가 큰 것은 큰 것대로 따로 키우고 작은 것은 작은 것대로 따로 키워서, 몇 세대 후에는 무조건 키가 큰 종자와 무조건 키가 작은 종자를 얻는다. 이 완두콩들을 서로 교배를 시켰더니 키가 큰 완두콩이 나오는 종자만을 얻을 수 있었다. 기존 발상으로는 키가 큰 것과 작은 것의 중간 키 정도가 되는 완두콩이 나와야 했는데 그렇지 않은 결과가 나온 것이다. 이런 식으로 한 가지 형질만이 겉으로 드러나는 것을 우열의 법칙이라고 하며, 이때 나타나게 되는 키가 큰 형질을 우성, 반대로 나타나지 않는 키가 작은 형질을 열성이라고 한다. 다음에는 이렇게 얻은 완두콩을 자가수분을 거쳐 다시 키워 보았다. 그러자 키가 큰 완두콩과 작은 완두콩의 비율이 3대 1로 나타났다. 이를 분리의 법칙이라고 한다. 또한 멘델은 완두콩의 키 이외에도 다른 형질로도 실험을 했다. 둥근 완두콩과 주름진 완두콩, 그리고 녹색 완두콩과 노란 완두콩에서도 같은 결과를 얻을 수 있었다. 더군다나 이러한 서로 다른 형질은 상관관계가 없이 서로 독립적으로 우열의 법칙과 분리의 법칙을 나타냈다. 이것을 독립의 법칙이라고 한다. 이 세 가지가 바로 멘델의 법칙이다.

##### 멘델의 재발견
멘델의 법칙은 1884년 멘델이 사망한 후 16년 동안 빛을 보지 못하고 있다가 1900년에 와서 세 명의 연구자에 의해 다시 발견되었다. 네덜란드의 드 브리스는 1890년대에 달맞이꽃을 가지고 독자적인 실험을 해서 멘델의 법칙을 발견했으며 1895년에 멘델에 대해서 알게 되었다. 독일의 코렌스는 완두콩으로 실험을 해서 1899년에 멘델의 법칙을 다시 발견했으며 이때 멘델의 논문을 다시 읽어보았다고 한다. 그 후 멘델과 같은 실험을 했다는 사실에 논문 발표를 꺼리고 있다가 1900년에 드 브리스가 발표하기 직전의 논문에 멘델에 대한 언급이 없는 것을 보고 멘델을 소개하기 위해 "멘델의 법칙"이라는 논문을 썼다. 사실 드 브리스의 논문에는 멘델에 대한 언급이 있었지만 번역하는 도중에 빠졌다고 한다. 마지막으로 체르마크는 오스트리아에서 역시 완두콩을 가지고 연구하고 있었으며 드 브리스의 논문을 보고 급히 자신의 논문을 투고하여, 세 사람의 논문은 같이 게재되었다.

##### 멘델 법칙의 한계와 발전
멘델의 법칙은 매우 훌륭한 이론이었으나 이후 연구가 계속되어 유전이 어떻게 이루어지는가를 더욱 잘 알게 된 이후에는 한정적인 상황에서만 성립한다는 사실이 알려지게 되었다. 우선 독립의 법칙은, 해당 형질을 나타내는 유전자들이 서로 다른 염색체에 있을 때에만 성립한다. 이것은 멘델이 매우 운이 좋았음을 알 수 있는 부분이기도 하다. 왜냐하면 완두콩의 상동염색체는 모두 7쌍({\displaystyle 2n=14})이며, 멘델이 확인한 7개의 형질은 모두 각각 다른 상동염색체에 있는 형질이었기 때문이다. 또한 우열의 법칙이나 분리의 법칙도 완전한 법칙은 아니다. 불완전우성으로 인해 나타나는 중간유전이 대표적인 예라고 할 수 있다. 그럼에도 불구하고 멘델의 법칙은 그 전까지 수학적인 방법론이 거의 존재하지 않던 생물학에서 통계적인 방법론을 사용하여 정확한 가설을 제시한 이론이자 이후 지속적으로 발전한 유전학을 처음 정립한 법칙으로 널리 인정받고 있다.

#### 복제
유전물질이 자기복제를 하는 것을 일컫는 말로 유전물질의 생합성은 1개의 어미 분자가 주형이 되어 그것과 똑같은 구조와 기능을 가진 새끼 분자 2개가 만들어 내는 일이다. 이것은 반보존적 복제에 의해 이루어진다.
유전물질로서 DNA와 RNA는 고분자화합물이며 생세포 속에서 이 유전물질의 합성은 일련의 생화학 반응에 의해 이루어지는데, 유전물질의 생합성만을 복제라고 하는 것은 1개의 어미 분자가 주형이 되어 그것과 똑같은 구조와 기능을 가진 새끼분자 2개가 만들어지기 때문이다. 더욱이 유전물질의 자기증식은 모두 반보존적 복제에 의해 이루어진다.

#### 변이
같은 종의 생물 개체에서 나타나는 서로 다른 특성.
모든 생물 종(種:species)은 서로 비슷한 모양을 가지며 자신과 닮은 모습의 자손을 남길 수 있다. 그러나 이러한 종 내의 생물은 완전히 같은 모양으로 생기진 않았으며, 또한 이들이 남기는 자손 역시 부모의 형태와 어느 정도 다르다. 이런 식으로 개체간에 서로 다른 특성을 변이라고 한다. 또한 이러한 의미에서의 변이는 각 개체가 가지는 어떠한 특성을 나타내는 것이므로 형질(形質: character, trait)과 비슷한 의미를 가지고 있기도 하다.
변이에는 유전적으로 타고 나는 유전변이와, 개체가 성장해 가면서 환경에 영향을 받아 생기는 환경변이 두 가지가 있다. 유전변이는 일반적으로 부모가 가지고 있는 형질을 이어받는 것이기 때문에 유전학을 통해서 예측할 수 있지만 환경변이는 발생과 성장 과정을 거치며 변화하는 것이기 때문에 그러한 예측이 불가능하다. 개체가 가지는 키, 몸무게, 형태를 비롯하여 동물의 행동 등에 이르기까지 이러한 모든 세세한 차이는 모두 변이에 속한다고 할 수 있다. 이러한 특성은 유전적으로 타고난 것과 자라면서 형성되는 것이 있으며 때로는 이 두 가지의 요인이 동시에 작용하기도 한다.

##### 돌연변이
유전변이는 일반적으로 부모에게서 생식세포를 통해 이어내려오는 유전자 내용을 통해서 자손으로 이어진다. 하지만 유전변이 중에서는 부모에게서 물려받는 것이 아니라, DNA 서열(序列: sequence) 변화와 같은 여러 가지 원인으로 발생하는 완전히 새로운 변이도 있는데 이는 돌연변이(突然變異: mutation)라고 한다. 돌연변이는 그렇게 잘 나타나는 현상은 아니지만, 지금까지 없던 완전히 새로운 변이를 만들어 낼 수 있는 원인이라고 추측된다. 때문에 이러한 돌연변이는 진화에서 매우 중요한 역할을 한다고 여겨지고 있으며, 생물학에서 중점적으로 다루어지고 있다.

##### 변이와 생물학
변이는 개체간의 차이를 이야기하는 것이기 때문에 단순히 개체변이라고 부르기도 한다. 하지만 일반적으로 개체변이라고 할 때는 유전변이와 환경변이 중에서 후천적인 환경변이만을 가리키는 경우가 많다. 환경변이는 개체가 태어난 후에 유전자와는 상관없이 나타나는 것이기 때문에 자손으로 유전되지 않는다는 특징이 있다. 과거의 진화론에서는 이러한 환경변이, 즉 후천적으로 획득한 형질도 유전된다는 사고방식이 있었으나 현재의 진화론, 특히 신다윈주의(Neo Darwinism)에서는 이러한 획득형질은 유전되지 않는다고 생각하고 있다.
일반적으로는 라마르크(J.B. Lamarck)가 용불용설(use and disuse theory)을 통해 획득형질이 유전된다는 주장을 한 것으로 알려져 있지만, 사실 진화론을 만든 다윈(C. Darwin)도 판게네시스(pangenesis)라는 유전 이론을 통해 획득형질이 유전된다고 보았다. 이러한 입장은 멘델의 연구를 기반으로 한 유전학이 발달되면서 부정되었으며, 현대 생물학에서는 환경변이가 유전된다고 보지 않는다. 때문에 현대 생물학 연구에서는 환경변이보다는 유전변이가 어떻게 나타나는가를 파악하는 것이 더욱 중요한 사항이다. 이러한 입장에서, 현대 생물학은 전체 변이 중에서 유전변이가 나타나는 비율을 유전율(heritability)이라고 정의하고 있다.

#### 적응(자연선택)
생물의 형태나 기능이 환경조건에 잘 적합하여 개체와 종족 유지에 도움이 되고 있는 것 또는 그와 같은 성질이 진화과정에 의하여 성립되어 온 것을 말한다. 보통은 개개의 형질에 대해 그것이 생존 또는 번식하는 데 있어 유용한 것을 말한다. 예를 들어, 꿀샘의 존재는 곤충을 유인하는 데 도움이 되는 적응형질이다. 또는 그와 같은 성질이 진화과정에 의하여 성립되어 온 것을 말하기도 한다.
어떤 생물도 종족을 유지해 가는 데 있어서 전혀 부적합한 형질을 가진다는 것은 있을 수 없으나, 보통 적응이라고 할 경우에는 개개의 형질에 대해 그것이 생존 또는 번식하는 데 있어 유용한 것을 말한다. 식물의 꽃잎이 3개냐 5개냐 하는 것은 반드시 적응에 관계되는 형질은 아니지만, 꿀샘의 존재는 곤충을 유인하는 데 도움이 되는 적응형질이며, 꽃잎에 곤충이 앉았을 때 화분이 곤충의 몸에 잘 묻도록 되어 있는 꿀풀과(科)나 난초꽃의 구조에서는 적응이 한층 두드러진다.
그러나 어떤 형질이 적응된 것인지 아닌지, 또 적응 정도가 어느 정도인지의 판정은 쉬운 문제가 아니다. 집단유전학에서는 어떤 유전자형과 그에 대립하는 유전자형이 다음 대에 남기는 번식가능한 자식의 수의 상대값을 기준으로 하여 적응값의 개념을 세우고, 이것을 적응현상의 수량적 표현으로 삼고 있다. 즉, 몇 개의 대립하는 유전자형이 있을 때, 다음 대에 남기는 번식가능한 자식의 수가 최대인 것의 적응값을 1로 하고, 다른 것은 이것과의 상대값으로 나타낸다.
그리고 한 개체가 성장하는 동안에 환경의 영향을 받아 그 환경에 적합한 형질을 나타낼 때, 그것을 적응이라고 부르기도 한다. 일광의 조사를 많이 받는 생활을 계속하여 피부에 색소가 증대되어 몸을 방호(防護)하는 것은 그 하나의 예이다. 급히 달릴 때 숨이 가빠지거나 또는 밝은 곳이나 어두운 곳에서 눈동자의 크기가 조절되는 것 등의 일시적 변화는 순응(順應)이라 하여 적응과는 구별된다. 또한, 한 개체만의 변화도 조절 또는 순응에 포함시킬 수가 있다. 진화에서 생활조건이 현저하게 변화하여 어떤 형질이 부적합한 채로 잔존되거나, 발달하거나 하면 그 생물은 멸망에 가까워진다.

### 열역학적 정의
주변 환경의 기울기를 활용하여 자신의 불완전한 사본을 만드는 열린 계를 의미한다. 다시 말해 외부의 에너지와 상호작용을 하는 개체로 정의한다. 외부의 에너지를 뺏어와 계의 전체적인 열적 평형을 이루는, 그리고 취득한 에너지는 활동, 배설, 죽음 등의 형태로 다시 자연계로 배출시키는 거시적인 열역학법칙의 관점에서 보면 생명체는 단순히 에너지의 입출입 시스템이다.

## 종의 분류
- 종, 속, 과, 목, 강, 문, 계
- 원핵생물계, 원생생물계, 식물계, 군류계, 동물계
- 세 가지 류: 진세균류, 시원세균류, 진핵생물류
- 진핵생물류의 4가지 계 원생생물계, 식물계, 균류계, 동물계

## 용불용설
생물에는 환경에 대한 적응력이 있어, 자주 사용하는 기관은 발달하고 사용하지 않는 기관은 퇴화하여 없어지게 된다는 학설로 J.라마르크가 제창한 진화설이다.
| “ | 어떤 동물의 어떤 기관이라도 다른 기관보다 자주 쓰거나 계속해서 쓰게 되면 그 기관은 점점 강해지고 또한 크기도 더해간다. 따라서 그 기관이 사용된 시간에 따라 특별한 기능을 갖게 된다. 이에 반해서 어떤 기관을 오랫동안 사용하지 않고 그대로 두면 차차 그 기관은 약해지고 기능도 쇠퇴한다. 뿐만 아니라 그 크기도 작아져 마침내는 거의 없어지고 만다. | ” |
|   | — J.라마르크, 《동물철학》(1809년)의 제1법칙 |   |

이와 같은 현상이 새로운 종(種)의 진화 원인이라고 그는 생각하였다. 즉, 많은 동물에서 볼 수 있는 특수한 형태나 작용을 갖는 기관은 이렇게 하여 생긴 것이며, 또한 퇴화기관으로 알려져 있는 많은 흔적기관(痕跡器官)도 이렇게 하여 생긴 것이라고 그는 설명하였다.
라마르크(Jean-Baptiste Lamarck)는 1809년에 출간한 《동물 철학 (Philosophie Zoologique)》에서 생물종이 점진적으로 변화하는 기본 원리를 처음으로 제시하였다. 《동물 철학》에는 진화가 일어나는 기본 법칙이 두 가지로 설명되어 있다.
첫 번째 법칙은 종 내에서 특정 형질의 변화가 일어나게 되는 기작에 대한 설명이며, 두 번째 법칙은 그러한 변화가 번식 과정에서 다음 세대에게 전해짐으로써 종의 점진적인 변화를 이끌어낸다는 것이다. 용불용설은 한 개체에서 형질의 변화가 일어나는 원인을 설명하는 이론으로 첫 번째 법칙에 해당된다. 이와 같은 맥락에서 그의 이론을 형질전환 이론(theory of transformation)이라고 칭하기도 한다.

##### 이용과 불용(Use and Disuse)
라마르크의 이론은 동물의 형질이 변화하는 기작을 다음과 같이 설명하고 있다.
동물이 어떤 기관을 다른 기관보다 더 자주 쓰거나 지속적으로 사용하게 되면, 그 기관은 사용 시간에 비례하여 점차 강해지고 발달되며 크기도 커지게 된다. 반면, 어떤 기관을 오랫동안 사용하지 않으면, 그 기관은 점차 약화되고 기능도 쇠퇴하여 결국 사라지게 된다.

용불용설의 개념을 설명하는 전통적인 예로 기린의 목이 늘어나는 과정을 들 수 있다. 기린은 일생 동안 높은 가지에 있는 잎을 먹기 위해서 목을 늘이는 것을 되풀이 하였다. 이러한 과정을 오랜 기간 지속한 결과 기린의 목은 점점 늘어나게 되었다. 라마르크는 기린이 목을 늘이는 현상이 일어나는 원인을 "완벽함을 향한 자연적인 경향성 (natural tendency toward perfection)"으로 설명하려 하였다.
라마르크가 이용한 또 다른 예는 물새의 발가락이다. 물새는 물을 가로지르며 수영하는 행동에서 발가락을 늘이는 노력을 들이게 되었고, 그 결과 수영하기에 더 적합한 길고 물갈퀴가 달린 발가락을 가지게 되었다. 이러한 두 가지 예는 어떤 기관을 사용함에 따라 그 형질이 변화하고 발달해 나가는 과정을 설명해준다.
같은 맥락으로, 라마르크는 어떤 기관을 사용하지 않으면 형질이 약화되어 축소될 것이라고 믿었다. 예로 들어, 펭귄의 날개는 날기 위한 용도로 사용되지 않게 되어 점차 퇴화되어 작아졌을 것이다. 용불용설은 많은 동물에서 볼 수 있는 특수한 형태나 작용을 갖는 기관은 이렇게 하여 생긴 것이며, 또한 퇴화기관으로 알려져 있는 많은 흔적기관(痕跡器官)도 이렇게 하여 생긴 것이라고 설명하고 있다.

##### 획득 형질의 유전(Lamarckian Inheritance)
개체 수준의 변화는 번식을 통해 다음 세대로 전해져야 유지될 수가 있다. 이를 설명하기 위해 라마르크는 획득 형질이 유전되는 기작을 다음과 같이 설명하였다.
개체가 주변 환경의 영향으로 어떤 기관을 더 많이 사용하거나 오랜 기간 사용하지 않은 경우, 이러한 결과로 얻은 기관의 변화는 번식에 의해 새로 태어나는 개체로 전해진다. 획득된 형질은 그 변화가 부모 모두에서 공통적으로 일어났거나 적어도 암컷이 형질을 획득한 경우에 유전될 수 있다.

그는 한 개체가 일생 동안 획득한 형질을 자손에게 물려줄 수 있다고 믿었다. 기린의 경우, 목을 많이 사용함으로써 긴 목을 얻은 개체의 자손은 부모의 형질을 물려받아 긴 목을 가질 것이라고 생각하였다. 환경의 변화가 생물체의 행동을 변화시키고, 행동의 변화는 특정 기관의 발달이나 퇴화를 유도한다. 이는 자손에게 전해져서 시간이 흐름에 따라 뚜렷한 형태의 변화가 나타나게 되고, 그 결과 종의 점진적인 변이가 일어나게 된다는 것이다.

##### 라마르크 이론의 한계와 의의
라마르크의 첫 번째 법칙은 종의 다양성이 생기는 기작을 설명하기에 적절했지만, 두 번째 법칙은 경험적으로 설명되지 못했기 때문에 당시에는 논쟁의 대상이 되었다. 이후 멘델(Gregor Mendel)이 유전의 분자적인 특성을 밝힘으로써 획득된 형질은 유전되지 않음이 증명되었다. 그럼에도 불구하고, 라마르크의 이론의 의의는 종의 다양성이 생겨나는 기본 원리를 처음으로 제시하였다는 데에 있다. 이로부터, 진화적인 변화는 점진적으로, 끊임없이 일어난다는 현대 진화이론이 발전하였다. 그는 고대의 바다 조개를 연구하면서 오래된 것일수록 생김새가 단순하다는 것을 발견하였으며, 이를 통해 종은 단순한 것에서 출발하여 끊임없이 복잡한 것을 지향한다고 결론지었다.

## 적자생존
적자생존은 생존경쟁의 원리에 대한 개념을 간단히 함축한 말이다. 이 말은 다윈(C. Darwin)의 진화론에 대한 원리로 잘 알려져 있지만, 다윈이 처음 사용한 말이 아니며 영국의 철학자이자 경제학자인 스펜서(H. Spencer)가 1864년 "생물학의 원리(Principles of Biology)"라는 저서에서 처음 사용했다.

##### 용어의 역사
1851년에 자유시장경제에 대해 서술한 "사회 역학(Social Statics)"이나 1862년의 "철학의 새로운 시스템을 위한 첫 번째 원리(First Principles of a New system of Philosophy)"까지도 스펜서는 적자생존이라는 말을 쓰지 않았고, 이 때는 다윈의 저서 "종의 기원(Origin of Species)"을 보지 않았던 것으로 추측된다. 하지만 다음과 같은 구절을 통해 적자생존이라는 말을 사용하고 있다.
| “ | 내가 여기서 이야기하려 했던 적자생존은, 다윈이 '자연선택'이라고 했던 것이며 생존 경쟁에서 가장 좋은 종족이 살아남는다는 것을 의미한다. | ” |
|   | — 스펜서(H. Spencer), "생물학의 원리"                                                                                                  |   |

적자생존은 스펜서의 1884년 저서인 "개인 대 국가(The Man Versus The State)"에서 더욱 강하게 사용된다. 그는 여기서 더 좋은 물건과 서비스를 제공하는 회사는 살아남아 시장을 점령하고, 이러한 소비자의 경향에 잘 따라오지 못하는 회사는 경쟁에 의해 도태된다는 이론을 주장했다. "종의 기원" 4판까지 다윈은 자연선택이라는 단어를 주로 사용했다. 하지만 진화론에서 중요한 역할을 한 과학자인 월리스(A.R. Wallace)는 선택(selection)이라는 용어가 인위적인 느낌을 가진다고 생각했고, 다윈도 결국 거기에 동의한다. 그래서 스펜서의 "생물학의 원리"에서 경제학과 생물학을 동일선상에 놓고 적자생존이라는 용어를 쓴 것을 착안, 1869년에 나온 "종의 기원" 5판에서는 자연선택과 동일한 의미로 적자생존이라는 단어를 사용하기 시작한다. 다윈은 여기서 적자생존이라는 문구를 만든 공적을 모두 스펜서에게 돌리고 있으며 자연선택에서 인위적인 느낌을 제거했다는 면에서 이 문구를 높이 평가하고 있다. 그러나 시간이 지나면서 적자생존이라는 문구는 진화론의 모든 것을 설명해 줄 수 있는 문구처럼 일반인들에게 받아들여지기 시작했으며 이는 결국 사회적 다윈주의(social Darwinism)와 우생학(優生學: eugenics)까지 낳는 결과를 초래한다. 이러한 이유 때문에 오히려 진화생물학에서는 적자생존이라는 문구를 쓰지 않게 되었으며 현재 자연선택과는 다른 의미로 보고 있다.

##### 용어의 의미
적자생존은 본래 영어: survival of the fittest의 번역 용어이다. 때문에 이 문장을 그대로 번역하면 "가장 적합한 자의 생존"이 된다. 이 의미는 적자생존이라는 번역 문장이 되면서 "가장 강한 자의 생존"이라는 식으로 주로 생각되지만, 강하다 약하다 하는 것은 이 "적합"과 아무런 상관이 없다. 적합은 환경에 대한 적응도(fitness)를 이야기하는 것으로, 환경이 변화하는 것에 따라 이 적응도도 변화하기 때문에 이를 강함이나 약함으로 간주할 수 없는 것이다. 실제로 현대 생물학에서 적응도라는 개념을 사용할 때는 다음 세대로 가는 일종의 번식 성공률(reproductive success)으로 본다. 또한 적자생존은 순환적이라는 부분에서 자주 공격을 받아 왔는데 즉 "살아 남기 때문에 적합하고", "적합하니까 살아 남는다"는 식의 순환논리가 되고 만다는 것이다. 이러한 순환논리라는 약점 때문에 현대 진화생물학에서는 적자생존이라는 문구를 잘 사용하지 않는다.

## 생명의 기원
1. 자연발생설
2. 배종발달설
3. 생물학적 진화 이전의 단계
4. 지구물리학적 단계
  1. 처음에 대기는 수소, 질소, 일산화탄소, 이산화탄소 등의 기체로 이루어져 있었을 것이다.
  2. 산소와 수증기는 거의 없었을 것이다.
  3. 지각이 식어서 물이 응결되면서 비가 오고 물의 순환이 시작함
5. 화학적 단계
  1. 연구의 다변화
    1. 20개 이상의 아미노산, 당, 핵산의 겸기, ATP 생성

  2. 의미: 무생물에 들어 있는 주요 탄소 고분자의 생성 시나리오
  3. 가능한 환경
    1. 심해의 용오름
    2. 물의 증발과 농축이 반복되면서 생기는 조수력
    3. "RNA 세계"로 이어지는 일련의 화학적 사건들

  4. 생물학적 단계
    1. 초기의 생명 형성에 참여했을 만한 생체분자들
    2. 단백질: 아미노산의 다양성, 촉매(효소)
    3. DNA: 안정성, 정보의 저장
    4. RNA: 다양성, 정보의 저장, 촉매 (효소)

### 자연발생설
생물은 자연적으로 우연히 무기물로부터 발생한 것이라는 설로 이 설에 의하면 생물은 어버이가 없이도 생길 수 있다고 주장한다. 2000년 전 아리스토텔레스의 주장 이후 논쟁되다 19세기 후반 프랑스의 미생물학자인 루이 파스퇴르의 실험에 의해 이 가설이 거짓임이 확증되었으며, 그 결과 생물은 결코 자연발생하지 않는다는 생물속생설이 확립되었다.
이 설에 의하면 생물은 어버이가 없이도 생길 수 있다. 자연발생에 관한 최초의 관념은 민달팽이 ·개구리 ·쥐 등이 돌연히 나타나는 것처럼 보이는 것에 근거하고 있다. 지금부터 2000년 전 아리스토텔레스도 무척추동물뿐만 아니라 고등척추동물도 자연발생한다고 주장하였다. 17세기에는 독에서 쥐의 새끼를 낳게 할 수 있다는 처방이 발표되었는가 하면, 한편으로는 프란체스코 레디(Francesco Redi)가 썩은 고기에서 구더기가 자연발생한다는 생각은 잘못이라는 것을 실험으로 제시하였다. 18세기 초 끓인 육즙 속에서 미생물이 발생한 것을 보고 적어도 미생물만은 자연발생된다는 니담(John T. Needham)에 대하여, 그것을 반대하는 주장을 스팔란차니(Lazzaro Spallanzani)가 실험으로 제시하였다.
18세기 중엽에는 자연발생에 대한 논쟁이 매우 활발하였다. 이 논쟁은 19세기 후반 프랑스의 미생물학자인 루이 파스퇴르(Louis Pasteur)의 실험에서 완전히 끝을 맺었다. 그는 끓인 고기즙에 공기는 통하면서 미생물이 들어가는 것을 막을 수 있는 S자형 플라스크를 만들어 두었더니 고기즙에 미생물이 번식하지 못한다는 결과를 관찰하였다, 이에 따라 세균의 자연발생이라는 것은 공기 속의 포자(胞子)가 침입하여 번식한 것에 지나지 않는다는 것을 실험으로 증명하여 자연발생설을 부정하였다. 파스퇴르는 이 실험으로 생물은 결코 자연발생하지 않는다는 생물속생설을 확립시켰다.

### 배종발달설
19세기 초엽에 프랑스의 학자 몽리보는 생명의 씨앗을 지닌 천체 조각들이 지구에 도달함으로써 지구가 생명을 잉태하게 되었을 것이라고 생각하였다. 이러한 개념은 19세기 중엽에 리히터에 의해서 더 발전되었다. 그는 천체가 빠른 속도로 운동할 때 작은 조각들이 떨어져 나왔을 것이라는 가정에 근거를 두고 그의 학설을 전개하였다. 그는 생명력을 가진 미생물의 포자들이 이러한 천체 조각들에 묻게 되었고, 이 조각들이 별들 사이의 우주 공간을 떠돌아다니다가 우연히 지구나 다른 행성에 내려앉게 되었다고 생각하였다. 만일 행성의 습도와 온도가 적합하면 포자들은 그 곳에서 성장하여 지금 그 행성에서 살고 있는 모든 생물들의 조상이 되었을 것이라고 설명하였다.
스웨덴의 유명한 물리화학자 아레니우스는 1906년에 리히터의 학설과 비슷한 배종발달설이라는 학설을 제창하였다. 그는 생명의 씨앗이 빛 또는 우주선의 복사압력에 의해서 다른 행성에서 지구까지 밀려 왔다고 하였다. 아레니우스는 직경이 약 0.2µm 되는 세균의 포자가 태양계로부터 제일 가까운 곳에 있는 별에서 지구까지 오는 데 약 9,000년이 걸릴 것이라는 계산을 하였다.

## 생명과 물질의 경계
1. 슈뢰딩거 <생명이란 무엇인가?>
2. 생명의 본질은
  1. 정보
  2. 음의 엔트로피
3. 자유에너지
4. 자체조직적

## 같이 보기
- 인공생명